# Rune Karlzon

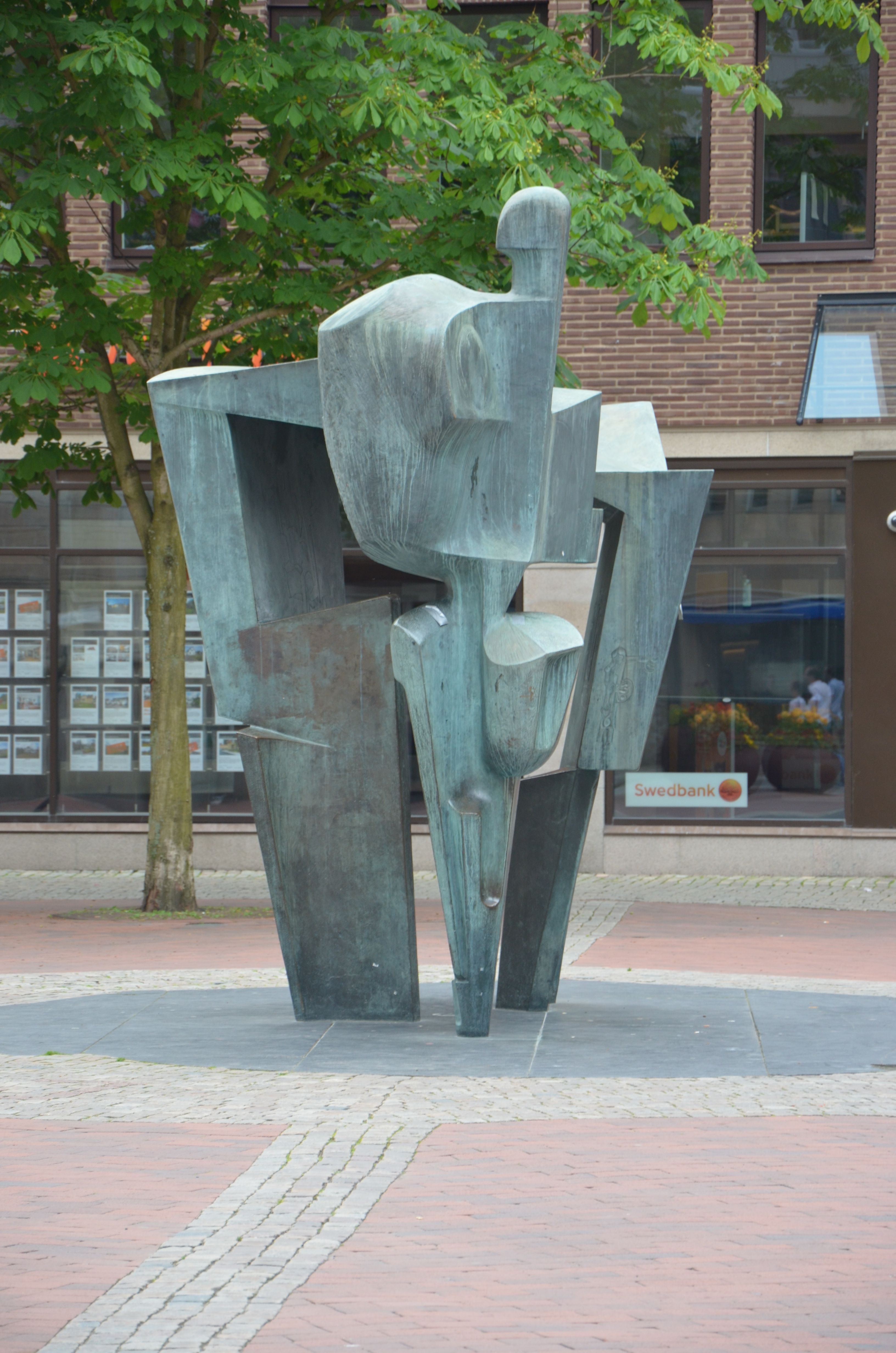
Hoppets vision, Jönköping.

Rune Karl Anders Karlzon, född 2 december 1930 i Bottnaryds församling i Jönköpings län, död 2 september 2001 i Jönköping, var en svensk skulptör.

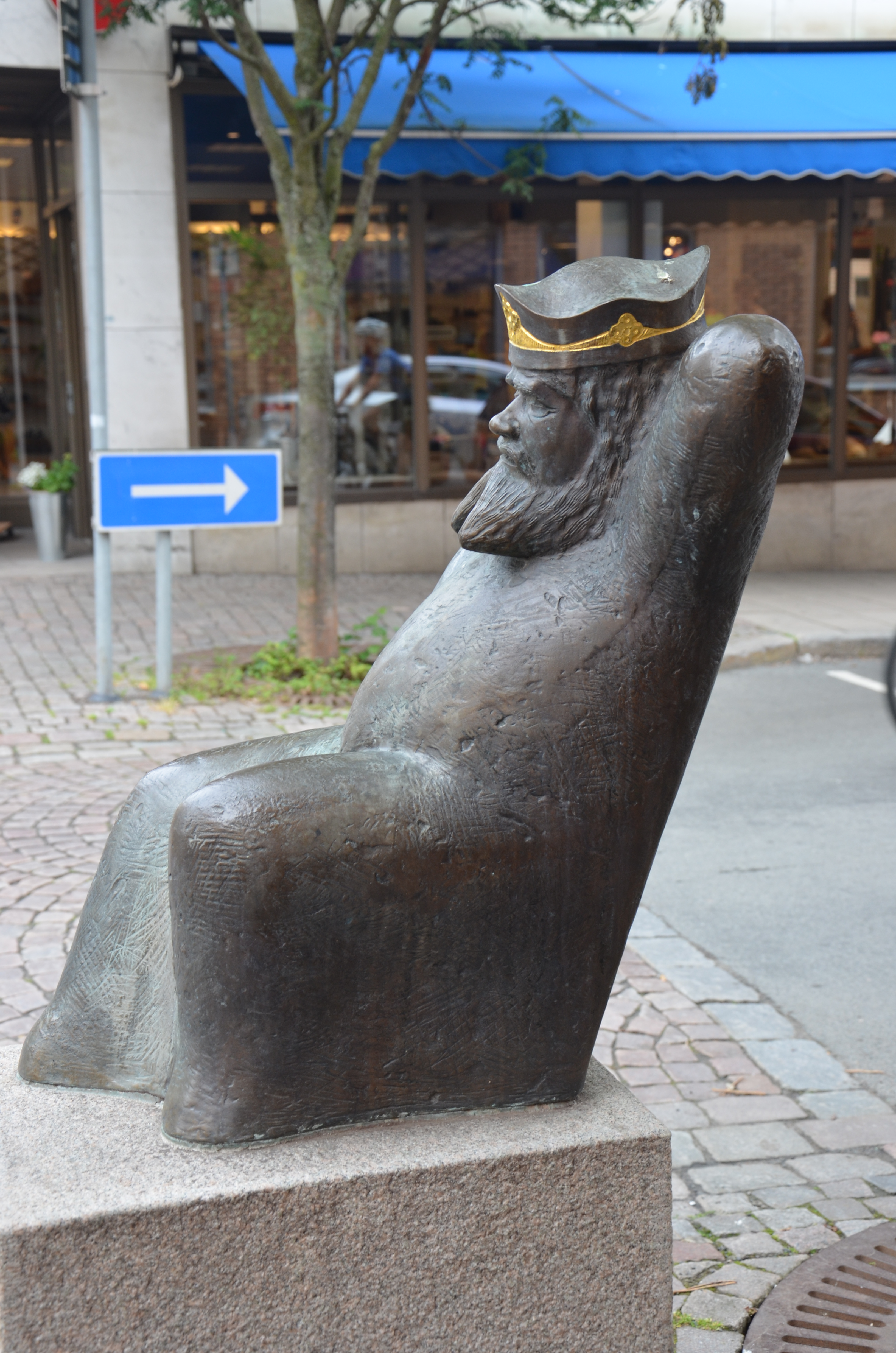
Magnus Ladulås, Jönköping.

Rune Karlzon utbildade sig för träbildhuggarmästaren Esse Osbeck i Jönköping, på Konstfack i Stockholm 1954–1958 och för stenhuggarmästare Per A. Palm i Stockholm. Han hade mästarbrev också som ciselörmästare och konstsmidesmästare.
Rune Karlzon utformade ett flertal medaljer, till exempel Vasaloppsmedaljerna 1973–1982, 1971 års Nobelpristagarmedaljer och minnesmedaljen för kung Gustaf VI Adolfs 90-årsdag 1972.

## Offentlig konst i urval
- Hoppets vision, brons, 1967, Hoppets torg i Jönköping
- Sköldberättelse, brons och bohusgranit, 1969, Mickelsplan i Tenhult
- Stormen, brons, 1968, Råslätts torg i Jönköping
- Många ärenden, relief, 1968, Stadshusets entré i Huskvarna
- Milstolpe vid 25, 1969, Liljebergsgatan 31 i Borås
- Stenen, granit, 1971, torget i Mariannelund
- Att bygga broar, brons, 1983, torget i Anderstorp
- Stenhuggarmonumentet i Hunnebostrand
- Världssnaturfondens brunn, rostfritt stål, 1984, vid entrén till Stadsbiblioteket, Jönköping
- Dag Hammarskiöld, relief i brons, 1984, fasaden till Stadsbiblioteket i Jönköping
- Magnus Ladulås, brons, 1984, Skolgatan i Jönköping
- Tidsspegel, rostfritt stål. 1970, Östboskolan i Värnamo
- I väntan, relief i berg, 1980, Förborgsgatan i Jönköping
- Frigörelsen, rostfritt stål och brons, 1984, Borgmästare Munthes väg, Kvarnarp i Eksjö
- Att bygga, brons, Borås
- Simmar-Lasse, stor medaljong i koppar, utanför Rosenlundshallen i Jönköping
- Löst konflikt, vid Lagan i Ljungby
- Rött anteckningsblock, skulpturgrupp i röd askerydsgranit, Fredstorget i Aneby